# Броненосцы береговой обороны типа «Шри Аётха»
Броненосцы береговой обороны типа «Шри Аютия» («Шри Аётха») — боевые корабли в составе ВМС Таиланда времён Второй мировой войны. Построена серия из двух кораблей.
Построены в Японии на верфи «Кавасаки» в 1936 году, вступили в строй в 1938 году.
Головной корабль получил свое название в честь средневекового тайского государства Аютии (Аюттхаи), наименование которого, в свою очередь, происходит от названия Айодхьи — столицы древнеиндийского царства Кошала, родины Рамы. Санскритский эпитет Шри, т. е. «счастливый», «счастливая», традиционно добавляется к названиям государств (ср. Шри-Ланка).
Броненосец «Дхонбури» участвовал в бою у Ко-Чанга.

## Список кораблей типа
| Название                  | Верфь-строитель | Дата закладки | Дата спуска на воду | Дата вступления в состав флота | Дата вывода из состава флота/гибели | Судьба |
| ------------------------- | --------------- | ------------- | ------------------- | ------------------------------ | ----------------------------------- | --- |
| «Шри Аютия» (Sri Aeuthia) | «Kawasaki»      | 1936          | 31 июля 1937        | 16 июня 1938                   | 30 июня 1951                        | Потоплен в Саттахипе во время попытки военного переворота                                                                   |
| «Дхонбури» (Dhonburi)     | «Kawasaki»      | 1936          | 31 января 1938      | 5 августа 1938                 | 1967                                | Потоплен 17 января 1941 года, затем поднят, использовался в качестве несамоходного учебного судна, сдан на слом в 1967 году |